# Campeonato Mundial de Broomball
O Campeonato Mundial de Broomball, também conhecido como Challenge Cup, é o mais importante campeonato de broomball do mundo. Compreende os dois primeiros colocados da IBC e da RBL, além das equipes "órfãs", Newland e Scotch.
A primeira disputa do Campeonato Mundial de Broomball ocorreu em 1991, em Victoria, no Canadá. A edição contou com 800 atletas de 44 equipes participantes do Canadá, Estados Unidos, Austrália, Japão, Alemanha, França, Itália e Finlândia.
A competição é atualmente dividida em três divisões: World Cup Division, Challenge Cup Division e North American Cup, representando a primeira, segunda e terceira divisão, respectivamente.

## Campeões
| Edição | Ano  | Sede         | Campeão Masculino                                          | Campeão Feminino                              | Campeão Misto                                   |
| ------ | ---- | ------------ | ---------------------------------------------------------- | --------------------------------------------- | ----------------------------------------------- |
| I      | 1991 | Victoria     | Embrun Plumbing                                            | -                                             | -                                               |
| II     | 1996 | Victoria     | Ottawa Coors Light                                         | -                                             | -                                               |
| III    | 1998 | Bolzano      | Montreal                                                   | -                                             | -                                               |
| IV     | 2000 | Victoria     | Ottawa Nationals                                           | -                                             | Edmonton Extreme                                |
| V      | 2002 | Minneapolis  | USA Red                                                    | -                                             | Cabano                                          |
| VI     | 2004 | Corner Brook | Ottawa Nationals                                           | Durham Angels                                 | Briquetal                                       |
| VII    | 2006 | Blaine       | Le Frost (WC) St Paul Barons (CC) Colorado Crusaders (NAC) | Minnesota Selects (WC) Australia Dingoes (CC) | East Ontario Wildcats (WC) Manitoba Rebels (CC) |
| VIII   | 2008 | Vancouver    | Le Frost (WC)                                              |                                               |                                                 |

Legenda: WC = World Cup Division (primeira divisão); CC = Challenge Cup Division (segunda divisão); NAC = North American Cup (terceira divisão)